# Estación de Almàssera
Almàssera es una estación de la línea 3 de Metrovalencia que se encuentra en el municipio de Almácera. 
Fue reinaugurada en el año 1995, con la inauguración de la línea 3. Anteriormente fue estación del trenet de Valencia. Está situada junto a la glorieta Dr. Cotanda.
La estación consta de dos vías entre dos andenes.